# Street Commando
Albums de Big Syke
Big Syke Daddy
(2001) Big Syke
(2002)
Street Commando est le troisième album studio de Big Syke, sorti le 21 mai 2002.

## Liste des titres
| No  | Titre                                                                        | Durée |
| --- | ---------------------------------------------------------------------------- | ----- |
| 1.  | All I Ever Wanted (Produit par Big Syke)                                     | 3:52  |
| 2.  | Get 'Um (featuring Alabama Ju et Jelani – Produit par Big Syke)              | 3:55  |
| 3.  | Ghetto Passion (featuring Mopreme Shakur – Produit par Big Syke)             | 4:47  |
| 4.  | I Know (Produit par Big Syke)                                                | 3:52  |
| 5.  | Mista Mista Dopeman (Produit par Khayree)                                    | 5:05  |
| 6.  | How You Gone Act (Produit par Big Syke)                                      | 3:19  |
| 7.  | Right Now (Produit par Vachik Aghaniantz)                                    | 4:12  |
| 8.  | Street Commando (Produit par Napoleon et Young Noble – Produit par Big Syke) | 4:11  |
| 9.  | Fuck That Bitch (featuring Alabama Ju et Jelani – Produit par Big Syke)      | 3:20  |
| 10. | Come & Go (Produit par Big Syke)                                             | 4:43  |
| 11. | Ghetto Newz (featurinh Alabama Ju et Jelani – Produit par Big Syke)          | 4:03  |
| 12. | Riiidaz (Produit par Big Syke)                                               | 4:00  |
| 13. | My Niggaz (featuring Kastro et E.D.I. – Produit par Vachik Aghaniantz)       | 5:10  |
| 14. | Never (Produit par Big Syke)                                                 | 4:12  |
| 15. | God Help Me (Produit par Vachik Aghaniantz)                                  | 4:10  |
| 16. | Seemz to Hang On (Produit par Big Syke)                                      | 4:56  |